# مبرهنة غولدباخ-أويلر

في الرياضيات ، تنص مبرهنة غولدباخ-أويلر (المعروفة أيضًا باسم مبرهنة غولدباخ) على أن مجموع {\displaystyle {\frac {1}{p-1}}}، بحيث أن {\displaystyle p} هو عدد طبيعي يكتب على شكل{\displaystyle a^{n}} ، باستثناء 1 و بدون تكرار، يتقارب إلى 1:
{\displaystyle \sum _{p}^{\infty }{\frac {1}{p-1}}={{\frac {1}{3}}+{\frac {1}{7}}+{\frac {1}{8}}+{\frac {1}{15}}+{\frac {1}{24}}+{\frac {1}{26}}+{\frac {1}{31}}}+\cdots =1.}
نُشرت هذه النتيجة لأول مرة في ورقة أويلر عام 1737 بعنوان : «Variæ observationes circa series infinitas» أي «ملاحظات مختلفة حول متسلسلة لانهائية». أرجع أويلر النتيجة إلى خطاب (مفقودُُ الآن) من غولدباخ.

## الإثبات
يعتمد إثبات غولدباخ الأصلي الذي أرسله لأويلرعلى تعيين ثابت للمتسلسلة الآتية :
{\displaystyle x=\sum _{n=1}^{\infty }{\frac {1}{n}}}
وهي متسلسلة متباعدة. لا يعتبر هذا الإثبات صارمًا وفقًا للمعايير الحديثة. يوجد تشابه قوي بين طريقة غربلة القوى المستخدمة في برهان غولدباخ وطريقة التحليل المستخدمة لاشتقاق جداء أويلر لدالة زيتا لريمان .

ليكن {\displaystyle x} كالآتي :
{\displaystyle x=1+{\frac {1}{2}}+{\frac {1}{3}}+{\frac {1}{4}}+{\frac {1}{5}}+{\frac {1}{6}}+{\frac {1}{7}}+{\frac {1}{8}}\cdots }
بما أن مجموع مقلوبات {\displaystyle 2^{n}} هو : {\displaystyle 1={\frac {1}{2}}+{\frac {1}{4}}+{\frac {1}{8}}+{\frac {1}{16}}+\cdots }، بطرح الحدود ذات الأساس اثنين من {\displaystyle x} نحصل على :
{\displaystyle x-1=1+{\frac {1}{3}}+{\frac {1}{5}}+{\frac {1}{6}}+{\frac {1}{7}}+{\frac {1}{9}}+{\frac {1}{10}}+{\frac {1}{11}}+\cdots }.
نكرر العملية مع الأعداد ذات أساس 3 : {\displaystyle {\frac {1}{2}}={\frac {1}{3}}+{\frac {1}{9}}+{\frac {1}{27}}+{\frac {1}{81}}+\cdots }، سنحصل على :
{\displaystyle x-1-{\frac {1}{2}}=1+{\frac {1}{5}}+{\frac {1}{6}}+{\frac {1}{7}}+{\frac {1}{10}}+{\frac {1}{11}}+{\frac {1}{12}}+\cdots }
نستمر بإزالة الأعداد ذات الأساس 5 و 6 وما إلى ذلك حتى يتحول الجانب الأيسر إلى القيمة 1. في النهاية، نحصل على المعادلة :
{\displaystyle x-1-{\frac {1}{2}}-{\frac {1}{4}}-{\frac {1}{5}}-{\frac {1}{6}}-{\frac {1}{9}}-\cdots =1}.
والتي هي مكافئة ل :
{\displaystyle x-1=1+{\frac {1}{2}}+{\frac {1}{4}}+{\frac {1}{5}}+{\frac {1}{6}}+{\frac {1}{9}}+\cdots }.
حيث تتكون المقامات من جميع الأعداد الصحيحة الموجبة التي هي غير قوى كاملة، ناقص واحد. من خلال طرح المعادلة الأولى الموضحة أعلاه، نحصل على :
{\displaystyle 1={\frac {1}{3}}+{\frac {1}{7}}+{\frac {1}{8}}+{\frac {1}{15}}+{\frac {1}{24}}+{\frac {1}{26}}+{\frac {1}{31}}+\cdots }
بحيث تتكون المقامات الآن من قوى كاملة مطروحًا منها واحد.

بينما يفتقر هذا الإثبات إلى الصرامة الرياضية، يقدم إثبات غولدباخ حجة بديهية معقولة لحقيقة المبرهنة. تتطلب البراهين الصارمة معالجة مناسبة وأكثر صرامة للمتسلسلات المتباعدة، تعتمد هذه البراهين الأخرى على حقيقة أن مجموع {\displaystyle {\frac {1}{p}}} بحيث أن هو عدد يكتب على شكل قوة كاملة، باستثناء 1 ولكن بالسماح التكرار، يتقارب إلى 1 من خلال إظهار التكافؤ:
{\displaystyle \sum _{p}^{\infty }{\frac {1}{p-1}}=\sum _{m=2}^{\infty }\sum _{n=2}^{\infty }{\frac {1}{m^{n}}}=1.}.

## متسلسلة معممة
يمكن تعميم متسلسلة غولدباخ-أويلر بالنسبة إلى {\displaystyle s\in \mathbb {C} } :
{\displaystyle {\begin{aligned}\sum _{p}^{\infty }{\frac {1}{p^{s}-1}}=\sum _{n=2}^{\infty }{\frac {1}{n^{s}-1}}-(\zeta (s)-1)\end{aligned}}}.
بحيث يرمز {\displaystyle \zeta (s)} إلى دالة زيتا لريمان.